# Краснобрюхая короткошейная черепаха
Краснобрюхая короткошейная черепаха (Emydura subglobosa) — вид пресмыкающихся семейства змеиношеих черепах.
Общая длина карапакса достигает 25,5 см. Голова небольшая. Карапакс обтекаемой формы. Лапы наделены небольшими перепонками.
Кожа верхней стороны головы и конечностей - чёрная, нижней - переход от тёмно-серого цвета к белому. С каждой стороны головы от носа через верхнее веко и далее до начала шеи тянется одна широкая светлая полоса. Такие же полосы тянутся от носа ко рту. Кожа на подбородке красная. Карапакс тёмно-коричневый, почти чёрный, по краю которого тянется тонкая красная полоса. Пластрон имеет жёлтую окраску с красным оттенком. Отсюда происходит название этой черепахи.
Любит реки, озёра и лагуны. Значительную часть жизни проводит в воде. Пищей ей служит рыба, ракообразные, земноводные, моллюски, насекомые, беспозвоночные, водоросли.
Самка откладывает от 5 до 11 яиц размером 40 × 20 мм. Инкубационный период длится 48 дней при 30 ° C окружающей среды в неволе.
Обитает на острове Новая Гвинея и на крайней северной оконечности полуострова Кейп-Йорк (штат Квинсленд, Австралия).

## В неволе
Эти черепахи запрещены к вывозу из Австралии.
Черепах данного вида следует содержать поодиночке. Содержание нескольких рептилий в одном акватеррариуме нежелательно.
Для содержания данного вида рептилий необходим горизонтальный акватеррариум, размерами 100х40х50 см. Общая доля воды, которая должна быть отведена под акватеррариум должна составлять 60-70% площади дна. Выше должен стоять островок с двумя лампами: ультрафиолетовой и греющей. Уровень воды должен быть минимум 20-30см, а лучше 50см, черепахи очень хорошо плавают. 
Часто бывает, что черепаха не хочет выходить греться под лампы на островок (как это делают, например, красноухие черепахи и пр.). Но облучение уф-лампами им все-таки нужно. 
Можно обустроить в аквариуме мелководие, где черепаха будет отдыхать под уф-лампой. Например, корягу или островок на присосках нужно зафиксировать на такой высоте, чтоб панцирь черепахи был под водой, но чтоб она могла вытягивать голову на поверхность. 

## Внешние ссылки
- Черепаха короткошейная краснобрюхая